# Christian Bunse
Christian Bunse (* 6. Januar 1995 in Paderborn) ist ein deutscher Dartspieler.

## PDC
Christian Bunse spielte 2017 erstmals Turniere auf der PDC Development Tour und debütierte bei den European Darts Open, nachdem er sich über den Host Nation Qualifier einen Startplatz erspielt hatte. Gegen den Niederländer Jerry Hendriks verlor er dann knapp mit 4:6. Im Herbst erreichte er erstmals ein Halbfinale auf der Development Tour und schaffte es bei der PDC World Youth Championship bis ins Achtelfinale, wo er gegen Jeffrey de Zwaan ausschied. Zu Beginn des Jahres 2018 versuchte er erfolglos sich über die PDC Qualifying School eine Tourkarte zu sichern. Es folgten Teilnahmen an den UK Open Qualifiers 2018 und bei Turnieren auf der European Darts Tour 2018. Im September spielte er sich auf der Development Tour erstmals in ein Finale. Zum Abschluss des Jahres erreichte er bei der PDC World Youth Championship das Viertelfinale, wo er gegen den Titelverteidiger Dimitri Van den Bergh ausschied.
Bei seiner zweiten Qualifying-School-Teilnahme zu Beginn des Jahres 2019 sicherte sich Bunse am dritten Tag mit einem 5:2-Sieg im Finale über Pavel Jirkal eine Tourkarte. Somit war Bunse auch zum ersten Mal bei den UK Open 2019 vertreten, jedoch schied er bereits nach seiner Auftaktpartie gegen John Michael aus. Bei den Austrian Darts Championship 2019 gelang ihm mit einem 6:5 über Jermaine Wattimena sein erster Sieg auf der European Tour. Bei den Play-offs der Super League Darts 2019 erreichte er das Halbfinale. Auf der PDC Pro Tour schaffte er es Ende Februar 2020 zum zweiten Mal in ein Achtelfinale, dabei konnte Bunse unter anderem Michael van Gerwen besiegen. Bei den UK Open 2020 scheiterte er erneut in seinem Auftaktspiel und verlor zu Beginn des Jahres 2021 seine Tourkarte. Bei der PDC Qualifying School 2021 verfehlte er die erneute Qualifikation für die PDC Pro Tour.

## Weltmeisterschaftsresultate

### PDC-Jugend
- 2017: Achtelfinale (3:6-Niederlage gegen  Jeffrey de Zwaan)
- 2018: Viertelfinale (3:6-Niederlage gegen  Dimitri Van den Bergh)
- 2019: 1. Runde (3:6-Niederlage gegen  Ted Evetts)